# Carter Bays
Carter L. Bays (sinh ngày 12 tháng 8 năm 1975) là một nhà biên kịch và sản xuất truyền hình người Mỹ đã giành được nhiều giải thưởng. Cùng với việc tham gia sáng tác cùng đồng nghiệp Craig Thomas, anh được biết đến rộng rãi trong vai trò nhà sáng lập, biên kịch và nhà sản xuất chính trong bộ phim hài kịch tình huống của đài CBS - How I Met Your Mother. Anh đã được đề cử cho 7 Giải Emmy, trong đó có giải "Ca khúc trong phim hay nhất" cho bài hát Nothing Suits Me Like a Suit.
Năm 2012, How I Met Your Mother thắng giải "Phim hài truyền hình được yêu thích nhất" tại People's Choice Awards. Cả anh và Craig cũng là thành viên của nhóm nhạc The Solids. Bays là tay chơi guitar và là ca sĩ chính của nhóm nhạc, họ đã thể hiện bài nhạc dạo chính cho hai bộ phim do chính họ sáng tác - Oliver Beene và How I Met Your Mother.
Trước khi trong How I Met Your Mother, Bays và Thomas từng tham gia trong vai trò biên kịch cho một số chương trình như Late Show with David Letterman, Oliver Beene và Quintuplets. Họ cũng có tham gia viết phần hai cho tập "Stan of Arabia" trong loạt phim American Dad!. Vào năm 2013, họ tiếp tục sáng lập ra chương trình mới mang tên The Goodwin Games.
Bays sống tại Los Angeles cùng vợ và hai đứa con gái. Bays tốt nghiệp ở trường đại học Wesleyan vào năm 1997. Hai bé gái của anh đều xuất hiện trong các sản phẩm truyền hình của anh. Một bé xuất hiện ở tập cuối phim Trilogy Time, bé còn lại có tham gia cảnh cuối trong tập How Your Mother Met Me.